# Indianapolis 500 in 1967
De 51e Indianapolis 500 werd gereden op dinsdag 30 mei en woensdag 31 mei 1967 op de Indianapolis Motor Speedway.  Amerikaans coureur A.J. Foyt won de race voor de derde keer in zijn carrière. De race werd op dinsdag tijdens ronde 19 stilgelegd wegens regenweer. De rest van de race werd de volgende dag gereden. Parnelli Jones reed vier ronde voor het einde van de race aan de leiding met een wagen die aangedreven werd door een gasturbine, maar viel toen uit met pech.

## Startgrid

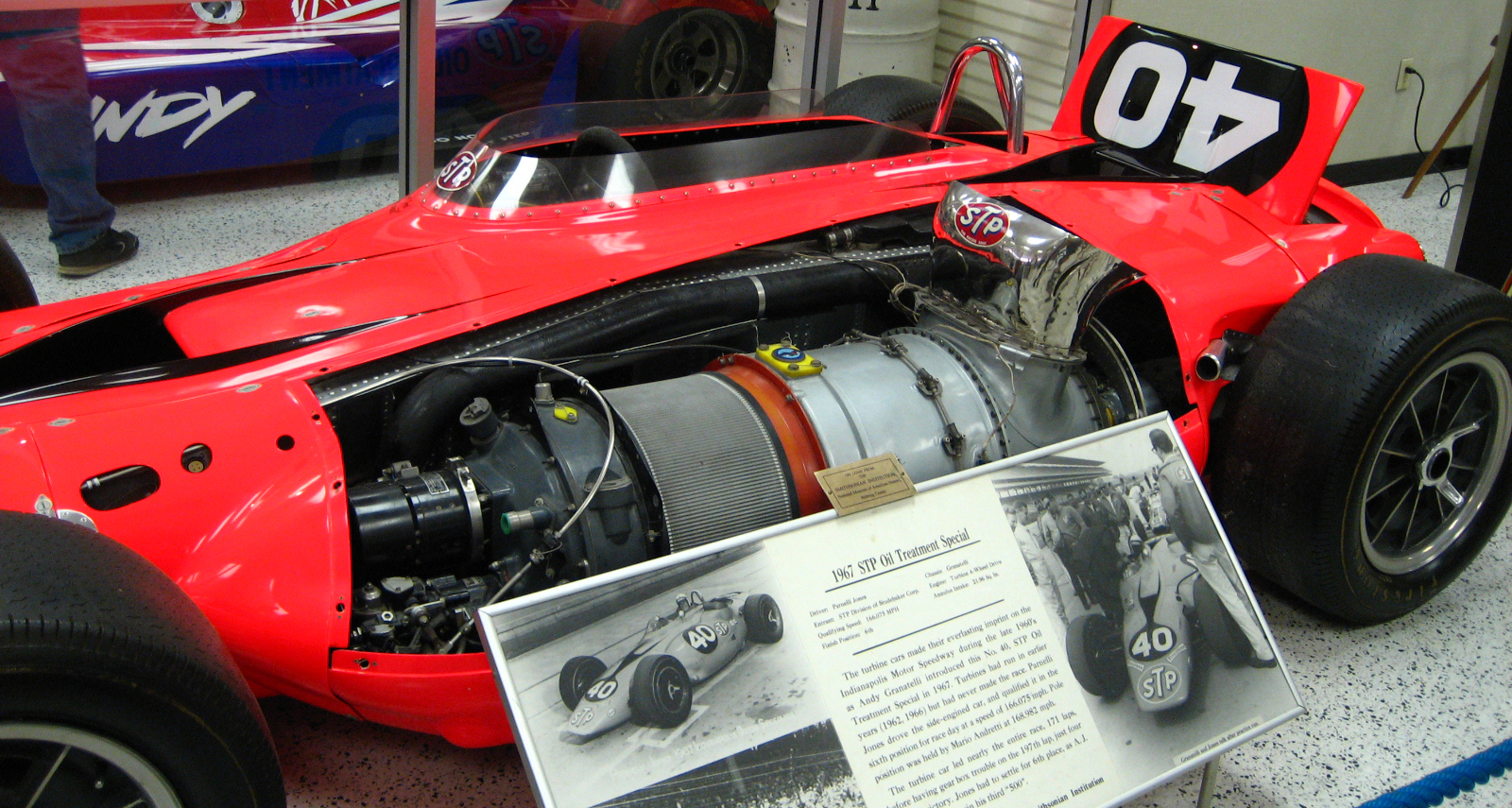
Parnelli Jones' gasturbine-auto.

| Rij | Binnen            | Midden           | Buiten           |
| --- | ----------------- | ---------------- | ---------------- |
| 1   | Mario Andretti    | Dan Gurney       | Gordon Johncock  |
| 2   | A.J. Foyt         | Joe Leonard      | Parnelli Jones   |
| 3   | Lloyd Ruby        | Bobby Unser      | Al Unser         |
| 4   | George Snider     | Jim McElreath    | Bobby Grim       |
| 5   | Art Pollard       | Mel Kenyon       | Wally Dallenbach |
| 6   | Jim Clark         | Ronnie Duman     | Arnie Knepper    |
| 7   | Johnny Rutherford | Cale Yarborough  | Larry Dickson    |
| 8   | Roger McCluskey   | Carl Williams    | Denny Hulme      |
| 9   | Bud Tingelstad    | LeeRoy Yarbrough | Chuck Hulse      |
| 10  | Bob Veith         | Jackie Stewart   | Jerry Grant      |
| 11  | Graham Hill       | Jochen Rindt     | Al Miller II     |

## Race
| #                                                                                | Coureur              | Auto                       | Ronden | Opgave     |
| -------------------------------------------------------------------------------- | -------------------- | -------------------------- | ------ | ---------- |
| 1                                                                                | A.J. Foyt            | Coyote-Ford                | 200    |            |
| 2                                                                                | Al Unser             | Lola-Ford                  | 198    |            |
| 3                                                                                | Joe Leonard          | Coyote-Ford                | 197    |            |
| 4                                                                                | Denny Hulme (R)      | Eagle-Ford                 | 197    |            |
| 5                                                                                | Jim McElreath        | Moore-Ford                 | 197    |            |
| 6                                                                                | Parnelli Jones       | Granatelli-Pratt & Whitney | 196    | Mechanisch |
| 7                                                                                | Chuck Hulse          | Lola-Offenhauser           | 195    | Ongeval    |
| 8                                                                                | Art Pollard (R)      | Gerhardt-Offenhauser       | 195    |            |
| 9                                                                                | Bobby Unser          | Eagle-Ford                 | 193    |            |
| 10                                                                               | Carl Williams        | BRP-Ford                   | 189    | Ongeval    |
| 11                                                                               | Bob Veith            | Gerhardt-Offenhauser       | 189    |            |
| 12                                                                               | Gordon Johncock      | Gerhardt-Ford              | 188    | Ongeval    |
| 13                                                                               | Bobby Grim           | Gerhardt-Offenhauser       | 187    | Ongeval    |
| 14                                                                               | Bud Tingelstad       | Gerhardt-Ford              | 182    | Ongeval    |
| 15                                                                               | Larry Dickson        | Lotus-Ford                 | 180    | Ongeval    |
| 16                                                                               | Mel Kenyon           | Gerhardt-Offenhauser       | 177    | Ongeval    |
| 17                                                                               | Carl Yarborough      | Vollstedt-Ford             | 176    | Ongeval    |
| 18                                                                               | Jackie Stewart       | Lola-Ford                  | 168    | Mechanisch |
| 19                                                                               | Roger McCluskey      | Eagle-Ford                 | 165    | Mechanisch |
| 20                                                                               | Jerry Grant          | Eagle-Ford                 | 162    | Mechanisch |
| 21                                                                               | Dan Gurney           | Eagle-Ford                 | 160    | Mechanisch |
| 22                                                                               | Arnie Knepper        | Cecil-Ford                 | 158    | Mechanisch |
| 23                                                                               | Ronnie Duman         | Shrike-Offenhauser         | 154    | Mechanisch |
| 24                                                                               | Jochen Rindt (R)     | Eagle-Ford                 | 108    | Mechanisch |
| 25                                                                               | Johnny Rutherford    | Eagle-Ford                 | 103    | Ongeval    |
| 26                                                                               | George Snider        | Mongoose-Ford              | 99     | Ongeval    |
| 27                                                                               | LeeRoy Yarbrough (R) | Vollstedt-Ford             | 87     | Ongeval    |
| 28                                                                               | Al Miller II         | Gerhardt-Ford              | 74     | Mechanisch |
| 29                                                                               | Wally Dallenbach (R) | Huffaker-Offenhauser       | 73     | Ongeval    |
| 30                                                                               | Mario Andretti       | Hawk-Ford                  | 58     | Mechanisch |
| 31                                                                               | Jim Clark            | Lotus-Ford                 | 35     | Mechanisch |
| 32                                                                               | Graham Hill          | Lotus-Ford                 | 23     | Mechanisch |
| 33                                                                               | Lloyd Ruby           | Mongoose-Offenhauser       | 3      | Mechanisch |
| Gemiddelde snelheid : 243,344 km/h - Snelste Ronde : Parnelli Jones, 265,42 km/h |                      |                            |        |            |